# Hôtel de Tresmes
Hôtel de Tresmes (též Hôtel de Gourgues) je městský palác v Paříži. Nachází se v historické čtvrti Marais na náměstí Place des Vosges. Palác je v soukromém vlastnictví.

## Umístění
Hôtel de Tresmes má číslo 26 na náměstí Place des Vosges. Nachází se na severní straně náměstí ve 3. obvodu.

## Historie
Palác nechal postavit v letech 1605-–1612 hlavní dozorce královského domu Guillaume Parfaict. V letech 1616–1619 zde bydlel nemanželský syn francouzského krále Karla IX. a Marie Touchetové, Charles d'Angoulême (1573–1650). Roku 1630 získal dům poručík lehké kavalerie Bernard Potier a v letech 1644–1645 jej nechal přestavět. Během Velké francouzské revoluce byl palác zkonfiskován a v roce 1812 jej koupil velkopodnikatel Lazare-Augustin Soupault, který zde zřídil cukrovar.
Palác je od roku 1956 chráněn jako historická památka.